# Lechytia himalayana
Lechytia himalayana är en spindeldjursart som beskrevs av Beier 1974. Lechytia himalayana ingår i släktet Lechytia och familjen Lechytiidae. Inga underarter finns listade i Catalogue of Life.